# 3126-os mellékút (Magyarország)
A 3126-os számú mellékút egy négy számjegyű országos közút Jász-Nagykun-Szolnok vármegye és Heves vármegye határvidékén, a Jászság nyugati peremén.

## Nyomvonala
A 3106-os útból ágazik ki, annak 16,500-as kilométerszelvényénél, Jászfényszaru területén, északnyugat felé. Települési neve József Attila utca, majd miután elhagyja a község legészakabbi házait is, az 1,200-as kilométerszelvényénél már külterületen keresztezi a Zagyva folyását. 3,1 kilométer megtétele után lép át a Heves vármegyei Boldog település közigazgatási területére. Helyi neve ott Berényi út; a község központjában a 31 121-es útba torkollva ér véget, annak 4,300-as kilométerszelvényénél.
Teljes hossza, az országos közutak térképes nyilvántartását szolgáló kira.gov.hu adatbázisa szerint 4,239 kilométer.

## Települések az út mentén
- Jászfényszaru
- Boldog